# Володимир Винниченко (монета)
«Володи́мир Винниче́нко» — ювілейна монета номіналом 2 гривні, випущена Національним банком України. Присвячена 125-річчю від дня народження громадського і політичного діяча, письменника Володимира Винниченка. Володимир Кирилович — одна з ключових постатей української історії й культури перших десятиріч ХХ століття, який, поринувши у вир політичного життя, став заступником голови Центральної Ради М. Грушевського, очолив перший український Уряд, а наприкінці 1918 року був ініціатором формування і першим головою Директорії Української Народної Республіки.
Монету введено в обіг 30 листопада 2005 року. Вона належить до серії «Видатні особистості України».

## Опис та характеристики монети
| Номінал грн. | Метал      | Маса, грам | Діаметр, мм. | Якість виготовлення       | Гурт     | Тираж, штук |
| ------------ | ---------- | ---------- | ------------ | ------------------------- | -------- | ----------- |
| 2            | нейзильбер | 12,8       | 31           | спеціальний анциркулейтед | рифлений | 20 000      |

### Аверс
На аверсі монети у центрі зображено малий Державний Герб України, під ним рік карбування монети — «2005», по колу розміщено написи: «НАЦІОНАЛЬНИЙ БАНК УКРАЇНИ» (угорі) «ДВІ ГРИВНІ» (унизу) та логотип Монетного двору Національного банку України.

### Реверс
На реверсі монети зображено портрет Винниченка, по боках від якого вертикально розташовані написи — «ВОЛОДИМИР/ ВИННИЧЕНКО» (ліворуч) та роки життя «1880/1951» (праворуч).

## Автори

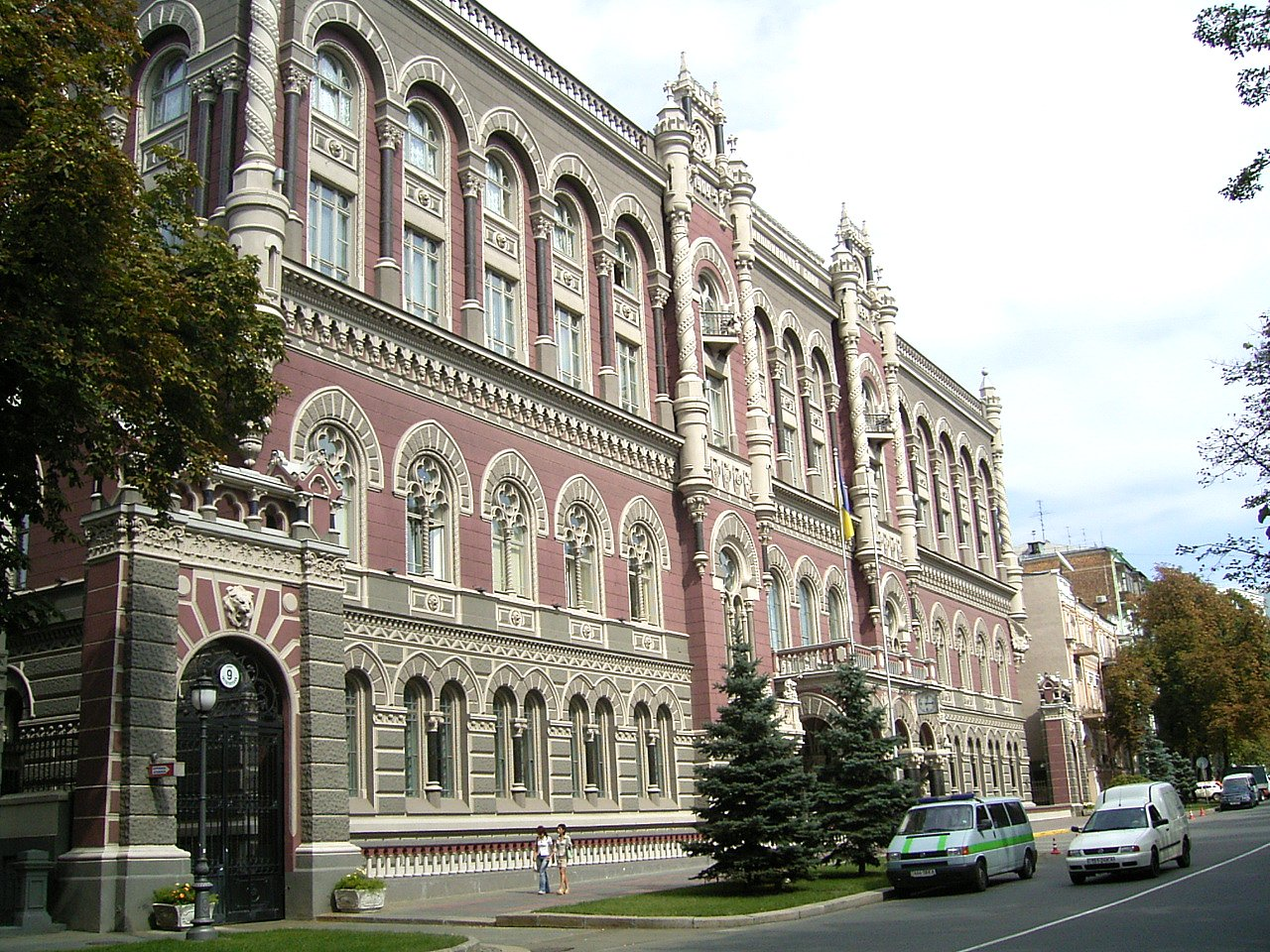
Будівля Національного банку України

- Художники: Дем'яненко Володимир (аверс); Таран Володимир, Харук Олександр, Харук Сергій (реверс).
- Скульптори: Дем'яненко Володимир (аверс), Чайковський Роман (реверс).

## Вартість монети
Ціна монети — 15 гривень, була зазначена на сайті Національного банку України 2011 року.
Фактична приблизна вартість монети з роками змінювалася так:
| Рік        | 2010 | 2011 | 2012 | 2013 | 2014 | 2015 | 2016 | 2017 | 2018 | 2019 | 2020 | 2021 | 2022 | 2023 | 2024 | 2025 |
| ---------- | ---- | ---- | ---- | ---- | ---- | ---- | ---- | ---- | ---- | ---- | ---- | ---- | ---- | ---- | ---- | ---- |
| Ціна, грн. | 30   | 35   | 35   | 35   | 40   | 60   | 130  | 230  | 200  | 200  | 200  | 180  | 160  | 210  | 610  | 620  |